# Korona Wilhelma II Hohenzollerna

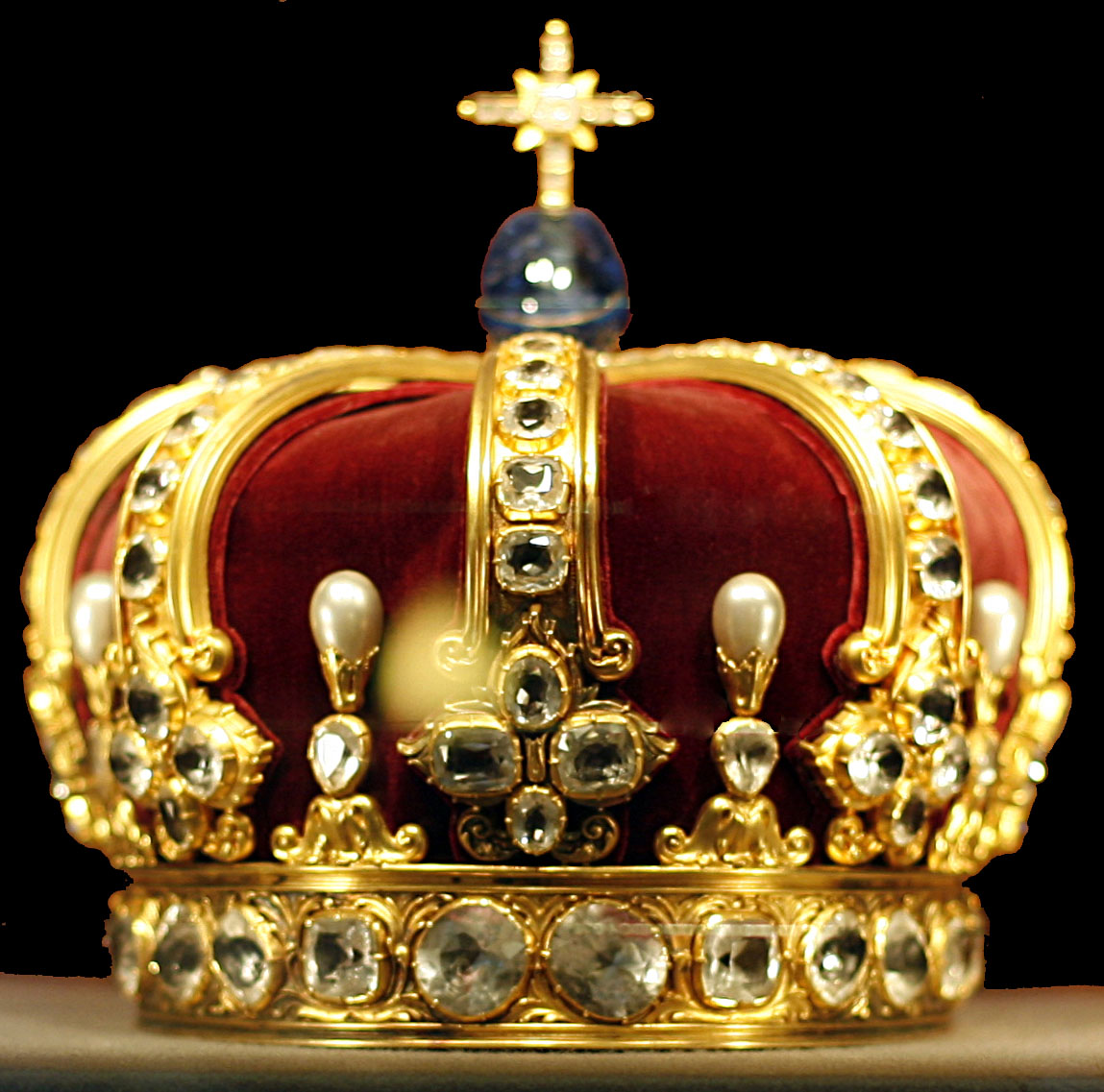
Korona Wilhelma II Hohenzollerna

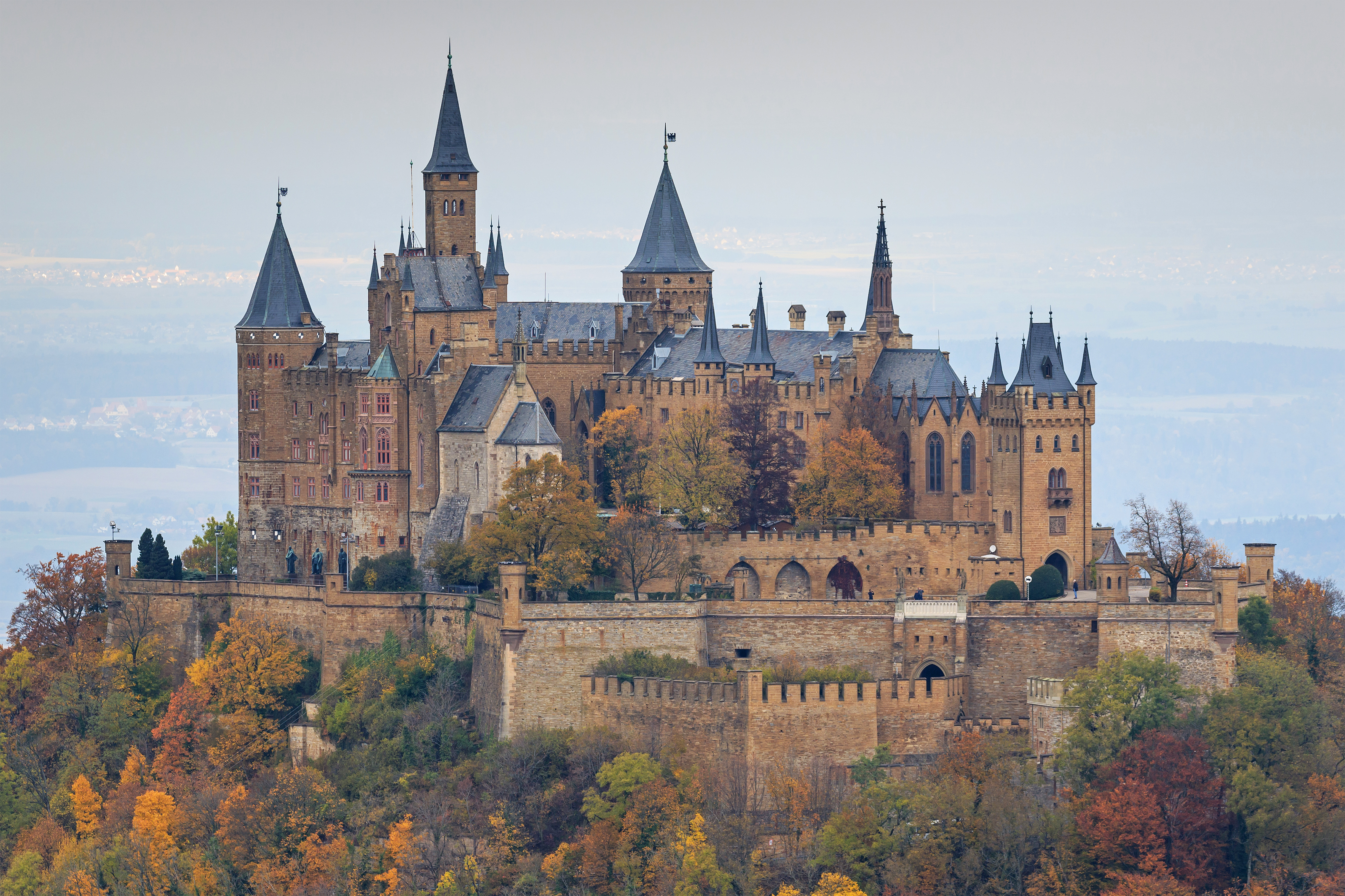
Zamek Hohenzollern, gdzie przechowywana jest korona

Korona Wilhelma II, także korona Hohenzollernów (de. Krone Wilhelms II, Hohenzollernkrone) – pruska korona królewska wykonana w 1889 roku dla cesarza Wilhelma II Hohenzollerna.

## Historia
Korona została wykonana przez berlińskich jubilerów z wytwórni Humbert & Sohn dla króla Prus Wilhelma II Hohenzollerna, który objął tron w 1888 roku.
Została zrobiona na wzór dwóch wcześniejszych pruskich koron koronacyjnych, które powstały dla Fryderyka I Hohenzollerna w 1700 roku i dla Wilhelma I Hohenzollerna – w 1861 roku. Cesarz Wilhelm II się nią jednak nie koronował.
Po zakończeniu I wojny światowej i upadku Cesarstwa Niemieckiego korona była przechowywana w Berlinie. W czasie II wojny światowej, gdy stolica Niemiec była bombardowana przez lotnictwo alianckie insygnium zamurowano w jednej ze ścian podziemi berlińskiej katedry. Przed 1945 rokiem wyjęto jednak ją stamtąd i ukryto w kościele we wsi Kleinenbremen pod Minden w Westfalii. W 1946 roku koronę znaleźli żołnierze brytyjscy. W 1948 roku została zwrócona rodzinie Hohenzollernów.
Korona Wilhelma II Hohenzollerna jest obecnie przechowywana w skarbcu na zamku Hohenzollern pod Hechingen w Badenii-Wirtembergii.

## Opis
Złotą koronę królewską Wilhelma II Hohenzollerna zamyka osiem kabłąków wysadzanych diamentami. Obręcz insygnium zdobi 18 dużych brylantów oraz kilkanaście mniejszych (obecnie zastąpionych imitacjami). Na przemian z kabłąkami w koronie zamocowane są sterczynki, których zwieńczenia zdobią perły w kształcie łez. Na szczycie korony został umieszczony złoty, wysadzany diamentami krzyż, który jest przymocowany do kabłąków dużym szafirem.
Pierwotnie korona liczyła 142 diamenty, 18 dużych brylantów i 8 dużych pereł.